# 旭が丘 (清瀬市)
旭が丘（あさひがおか）は、東京都清瀬市の町名。現行行政地名は旭が丘一丁目から旭が丘六丁目。郵便番号は204-0002。

## 地理
清瀬市の北東部に位置する。南から時計回りに下清戸、中里、下宿、埼玉県新座市大和田、菅沢及びあたごに隣接する。
町内には清瀬旭が丘団地が造成され、農地と住宅地とが混在している。関越自動車道をはさみ、西側には旭が丘一丁目から旭が丘三丁目、東側には旭が丘四丁目から旭が丘六丁目に整備されている。都営地下鉄大江戸線延伸構想において、旭が丘一丁目に清瀬北部駅の設置が予定されている。

## 世帯数と人口
2017年（平成29年）12月1日現在の世帯数と人口は以下の通りである。
| 丁目         | 世帯数    | 人口    |
| ------------ | --------- | ------- |
| 旭が丘一丁目 | 445世帯   | 1,110人 |
| 旭が丘二丁目 | 1,391世帯 | 2,368人 |
| 旭が丘三丁目 | 230世帯   | 696人   |
| 旭が丘四丁目 | 25世帯    | 71人    |
| 旭が丘五丁目 | 574世帯   | 1,006人 |
| 旭が丘六丁目 | 227世帯   | 652人   |
| 計           | 2,892世帯 | 5,903人 |

## 小・中学校の学区
市立小・中学校に通う場合、学区は以下の通りとなる。なお、清瀬市の中学校では学校選択制度を導入しており、以下の指定校の他に市内にある中学校から選択することも可能。
| 丁目         | 番地 | 小学校             | 中学校                 |
| ------------ | ---- | ------------------ | ---------------------- |
| 旭が丘一丁目 | 全域 | 清瀬市立清明小学校 | 清瀬市立清瀬第三中学校 |
| 旭が丘二丁目 | 全域 | 清瀬市立清明小学校 | 清瀬市立清瀬第三中学校 |
| 旭が丘三丁目 | 全域 | 清瀬市立清明小学校 | 清瀬市立清瀬第三中学校 |
| 旭が丘四丁目 | 全域 | 清瀬市立清明小学校 | 清瀬市立清瀬第三中学校 |
| 旭が丘五丁目 | 全域 | 清瀬市立清明小学校 | 清瀬市立清瀬第三中学校 |
| 旭が丘六丁目 | 全域 | 清瀬市立清明小学校 | 清瀬市立清瀬第三中学校 |

## 交通

### 鉄道
| バス移動で利用可能駅                                                             |
| -------------------------------------------------------------------------------- |
| 西武池袋線 - 清瀬駅(SI 15) JR武蔵野線 - 新座駅(JM 29) 東武東上線 - 志木駅(TJ 14) |

※街区内には旅客利用不可設備として、武蔵野線の「新座貨物ターミナル駅」が存在する。

### バス
- 西武バス新座営業所

…が周辺の路線を運行している。

### 道路
- 関越自動車道（通過のみ）

## 施設
- 清瀬市立第三中学校
- 清瀬旭が丘団地
- 清瀬市立清明小学校